# 혜산청년역
혜산청년역(惠山靑年驛)은 조선민주주의인민공화국 량강도 혜산시 춘동에 위치해 있는 북부내륙선과 백두산청년선의 철도역으로, 혜산시의 중심 역이다. 북부내륙선과 백두산청년선은 이 역을 기준으로 동서로 연결되어 있다. 혜산시의 중심 역답게 역의 규모가 상당히 큰데, 승강장이 1면과 그 외의 선로 7선 이상을 보유하고 있다.
1997년에 본 역에서 열차 충돌 사고가 발생하였다.